# Cincinnati Reds
I Cincinnati Reds sono una squadra appartenente alla Major League Baseball (MLB) con sede a Cincinnati, nell'Ohio. Sono membri della Central division della National League. I Reds furono uno dei membri fondatori della American Association (AA) nel 1882 e si unirono alla National League nel 1890.
I Reds giocarono nella National League West dal 1969 al 1993 prima di spostarsi nell'appena creata Central Division nel 1994. Hanno vinto per cinque volte le World Series, nove la volte la NL, una volta la AA e dieci titoli di division. Disputano le loro gare interne al Great American Ball Park, inaugurato nel 2003 al posto del Riverfront Stadium.

## Storia

### Gli originari "Cincinnati Red Stockings"
I Cincinnati Red Stockings furono fondati nel 1866 e nel 1869 divennero la prima squadra di baseball professionistica. I Red Stockings vinsero 130 incontri tra il 1869 e il 1870, prima di essere sconfitti dai Brooklyn Atlantics. Le stelle della squadra erano i fratelli Harry e George Wright, Fred Waterman e Asa Brainard.
Questa squadra, tuttavia, si dissolse nel 1870. Una nuova squadra, chiamata ancora Cincinnati Red Stockings divenne membro della National League nel 1876. Nel 1880, però, la squadra fu espulsa dalla lega perché per aver violato il divieto di vendita di birra ai tifosi durante le partite e per aver continuato ad affittare lo stadio, il Bank Street Grounds, la domenica.

### La costituzione della American Association
Dopo l'espulsione dalla National League, venne creata una terza squadra con lo stesso nome. Questa divenne una delle squadre fondatrici della American Association, una lega rivale alla National League, che iniziò a giocare nel 1882. I Red Stockings giocarono per nove stagioni nella American Association, vincendo il titolo nel 1882. Il club di quell'anno detiene ancora oggi la maggior percentuale di partite vinte da una squadra di Cincinnati (68,8%). Nel novembre del 1889 i Cincinnati Red Stockings e i Brooklyn Dodgers lasciarono la American Association ed entrarono nella National League. In questa operazione, la squadra di Cincinnati perse la dicitura "Stockings", mantenendo il nome di Cincinnati Reds. Un fattore che influì su questo passaggio fu il progressivo indebolimento della American Association.

### I Cincinnati Reds

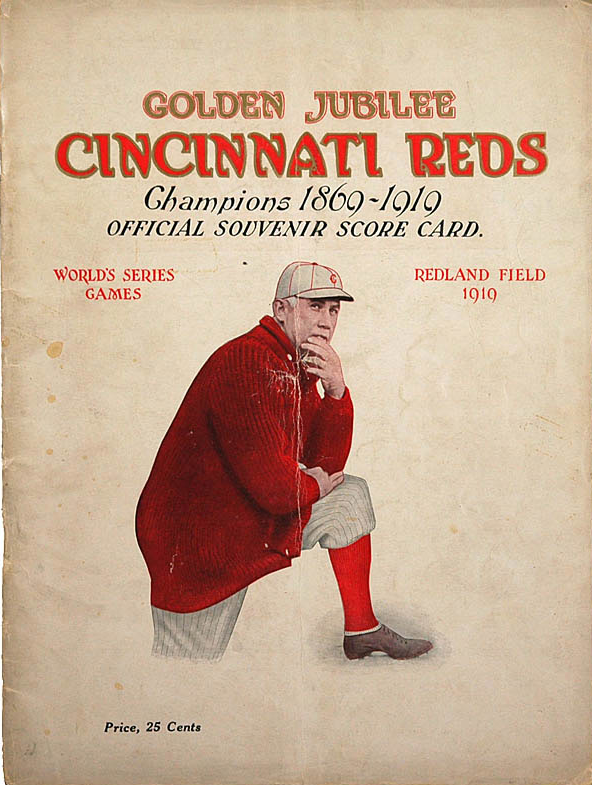
I Reds conquistarono il loro primo titolo nelle World Series 1919, in un'edizione segnata dallo Scandalo dei Black Sox

Durante l'ultimo decennio del XIX secolo, tra i Reds militavano giovani promesse e veterani del baseball. In questo periodo il miglior risultato fu un terzo posto (nel 1897). Al passaggio del secolo i Reds acquistarono stelle del calibro di Sam Crawford e Cy Seymour. Nel 1911 Bob Bescher riuscì a rubare 81 basi, tuttora un record di franchigia. Anche i primi anni del 1900 non furono fortunati per il club.
Verso la fine degli anni dieci, i migliori giocatori dei Reds erano Edd Roush e Heinie Groh. Nel 1919, i Reds vinsero il pennant davanti ai New York Giants di John McGraw e successivamente vinsero le World Series 1919 contro i Chicago White Sox, le prime della loro storia. La vittoria fu però macchiata dallo Scandalo dei Black Sox e nelle stagioni successive (fino agli inizi degli anni trenta) i Reds non ebbero risultati di rilievo. Nel 1931 la squadra dichiarò la bancarotta a causa della grande depressione.

### La rinascita
Nel 1933 Powel Crosley Jr., magnate dell'elettronica, acquistò la squadra salvandola dalla bancarotta. Assunse Larry MacPhail come general manager e allo stesso tempo portò nella città di Cincinnati diverse imprese, diventando un eroe cittadino. Nel 1935 il campo di gioco dei Reds, il Crosley Field, divenne il primo campo ad ospitare una partita in notturna. Si trattò di un periodo positivo per i Cincinnati Reds sia dal punto di vista economico sia dal punto di vista sportivo: nella squadra militavano giocatori come Johnny Vander Meer, Paul Derringer e Ernie Lombardi. Nel 1940 la squadra tornò a vincere il pennant della National League e nel 1940 conquistò per la seconda volta le World Series battendo i Detroit Tigers.

### Nel dopoguerra
Dopo la seconda guerra mondiale i Reds ebbero meno fortuna nel diamante di gioco. Nel 1944 esordì in squadra a 15 anni Joe Nuxhall, il più giovane giocatore che abbia mai giocato nella Major League.

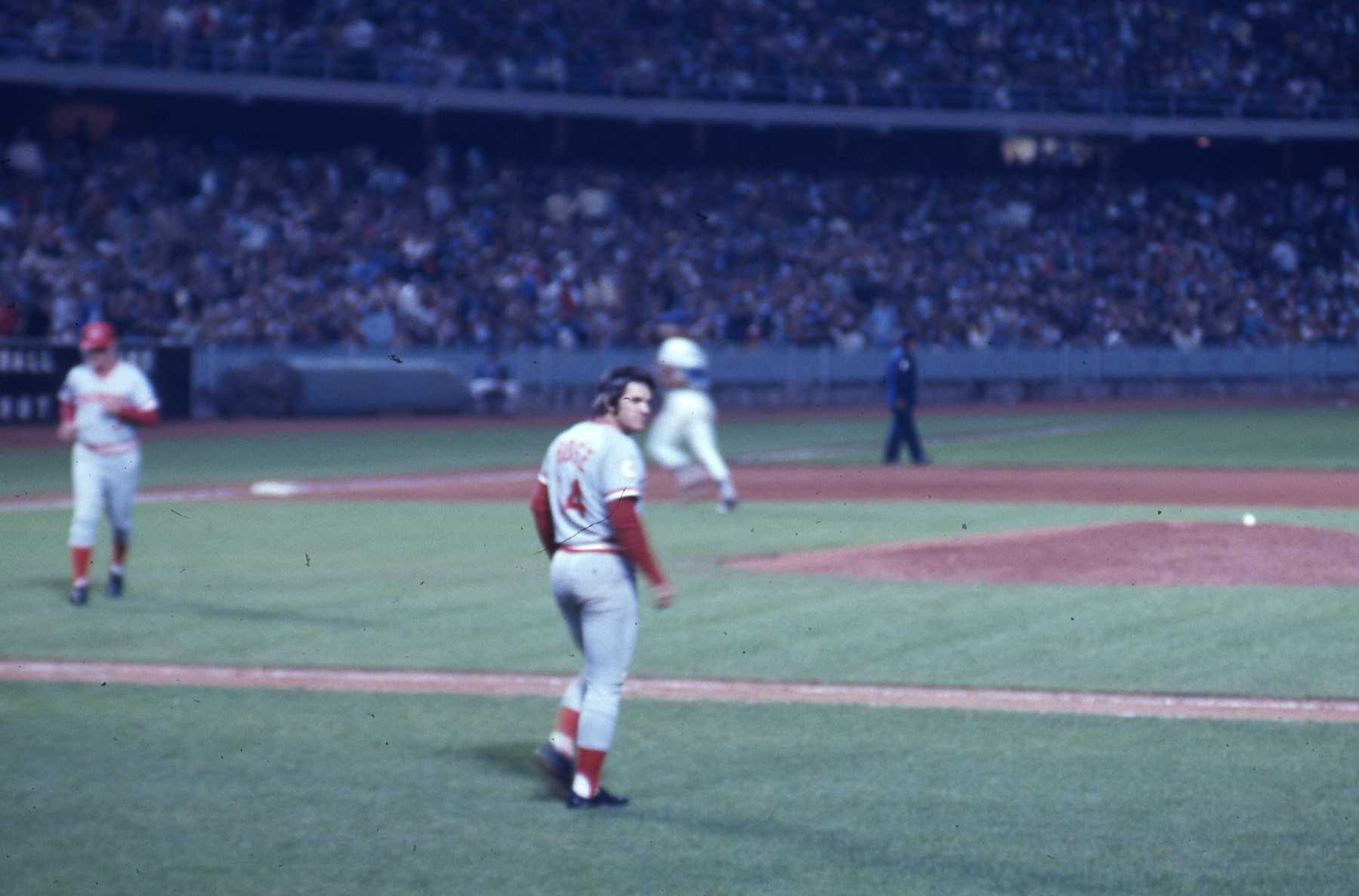
Pete Rose debuttò coi Reds nel 1963

A partire dagli inizi degli anni sessanta, all'interno della squadra iniziò a crescere una generazione di nuovi campioni, tra cui Pete Rose, Jim Maloney e Gary Nolan. Nel 1961 i Reds conquistarono il titolo di campioni della National League battendo i Los Angeles Dodgers e i San Francisco Giantse furono sconfitti nelle World Series 1961 dai New York Yankees. Negli anni successivi non riuscirono mai a conquistare il titolo, pur con giocatori di livello in squadra. Nel 1962 ottennero 98 vittorie, ma arrivarono solo al terzo posto della National League. Nel 1964 persero il titolo per una sola partita. Nello stesso anno il manager Fred Hutchinson,  morì di cancro poco dopo la fine della stagione.
Nel 1970 il vecchio Crosley Field fu sostituito dal Riverfront Stadium, situato nei pressi del fiume Ohio. L'ultima partita al Crosley Field si disputò 24 giugno 1970 e fu una vittoria 5-4 contro i San Francisco Giants. I Reds salutarono così con una vittoria lo stadio che li aveva accolti per quasi 60 anni in più di 4.500 partite.

### I Cincinnati Redlegs
Negli anni 1950, in pieno maccartismo, la squadra di Cincinnati, per paura che il nome tradizionale della squadra fosse ricondotto al comunismo, cambiò il nome ufficiale da "Reds" a "Redlegs". Tra il 1956 e il 1960 il logo del club fu modificato per non avere il termine "Reds". Il termine ricomparse nel 1961 e l'uniforme originale tornò nel 1967.
Alla fine degli anni '60 la società impose delle regole ferree su barba, capelli e baffi dei giocatori (una regola simile, con l'eccezione dei baffi, fu nello stesso periodo imposta nei New York Yankees). Il look pulito dei giocatori doveva rappresentare la squadra come difesa dei valori tradizionali in un periodo di forti contestazioni.

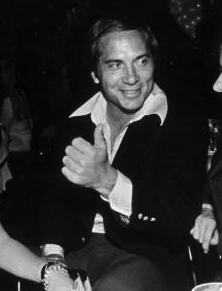
L'Hall of Famer Johnny Bench, considerato il miglior ricevitore della storia del baseball

All'inizio degli anni 1980 questa regola non fu rispettata, quando, alla disperata ricerca di un battitore, i Reds ingaggiarono Rollie Fingers, il quale si rifiutò di tagliare i baffi. La regola fu ufficialmente eliminata soltanto nel 1999.
Nella squadra esistevano regole ferree anche relativamente al vestiario dei giocatori. Solitamente, infatti, le squadre provvedevano a buona parte dell'equipaggiamento necessario a giocare, ma non a guanti e alle scarpe e i giocatori, utilizzavano scarpe provenienti da sponsor mettendo in mostra il marchio. Nei Reds era in vigore una regola che imponeva ai giocatori di indossare solo scarpe completamente nere, senza alcun marchio in vista.

### Anni '70: "The Big Red Machine"

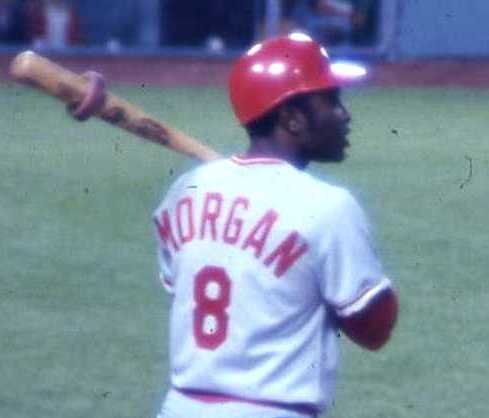
Joe Morgan arrivò da uno scambio con gli Houston Astros in quello che è considerato uno dei miglior affari della storia della squadra

Dopo la stagione del 1971 (l'unica stagione degli anni '70 durante la quale i Reds ebbero un record negativo) i Reds scambiarono i veterani Jimmy Stewert, May, e Tommy Helms per Joe Morgan, César Gerónimo, Jack Billingham, Ed Armbrister e Denis Menke. Nel frattempo, Dave Concepción passò al ruolo di ricevitore. Il 1971 fu anche l'anno dell'acquisto di George Foster, dai San Francisco Giants, in cambio del ricevitore Frank Duffy.
Con una squadra allenata dal futuro membro della Hall of Fame Sparky Anderson e ricca di All-Star come Pete Rose, Johnny Bench, Tony Pérez e Ken Griffey Sr. i Reds si qualificarono quattro volte per le World Series negli anni settanta, vincendo nelle ultime due occasioni. Vinsero il loro terzo titolo nelle World Series 1975 per 4-2 contro i Boston Red Sox, con Pete Rose che fu premiato come miglior giocatore della serie. L'anno seguente bissarono il successo, questa volta a danni dei New York Yankees nelle World Series 1976. Johnny Bench fu premiato come MVP delle finali, mentre nelle due annate in cui vinsero il titolo, Joe Morgan divenne il primo seconda base della storia a vincere due titoli di MVP della National League consecutivi.  Il 1976 segnò anche l'inizio della fine della "Big Red Machine" di Cincinnati che aveva dominato la National League negli ultimi anni. Negli anni seguenti, tutti i giocatori simbolo del club furono scambiati sul mercato.

### World Series 1990 e gli anni successivi

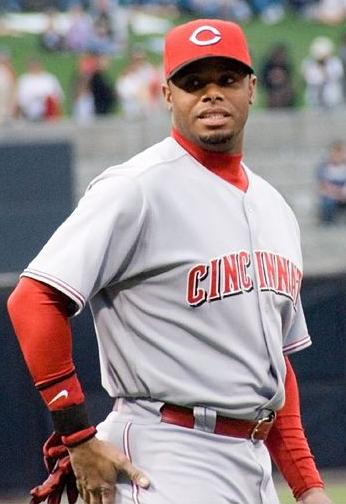
Ken Griffey Jr. nel 2007 coi Reds

Nel 1990 ci fu il quinto e al 2017 ultimo titolo dei Reds che vide la squadra di Cincinnati sconfiggere in quattro gare i rivali californiani degli Oakland Athletics. Il miglior giocatore delle finali fu José Rijo, mentre fra i giocatori più noti di quell'anno ci furono Barry Larkin e Chris Sabo. Dopo il titolo del 1990, per i Reds si chiuse un'epoca. Tornarono a vincere il titolo di division nel 1995 grazie alla stagione da MVP di Larkin. Nel 1999 invece ebbero quello che fu l'ultimo anno con un record positivo fino al 2010.

### Annate recenti
Il primo decennio del nuovo millennio fu caratterizzato dalla presenza di stelle locali come Ken Griffey Jr., Larkin e l'interbase Sean Casey ma senza risultati apprezzabili sul campo. Nel 2003 i Red si trasferirono al nuovo Great American Ball Park.
Dopo avere terminato le stagioni 2008 e 2009 ancora con record negativi, nel 2010 la squadra tornò a vincere la propria division con un bilancio di 91-71, con Joey Votto che fu premiato come MVP della National League.
A fine stagione 2011 fu ceduto il lanciatore Edinson Vólquez e la futura promessa Yonder Alonso ai San Diego Padres in cambio di Mat Latos. Successivamente sempre dai Padres giunse l'esperto Ryan Ludwick mentre nel mercato di fine stagione 2012 fu ceduto Drew Stubbs ai Cleveland Indians in cambio di Shin-Soo Choo. Fra i ritiri più illustri ci fu quello di Scott Rolen.

## Giocatori importanti

### Membri della Baseball Hall of Fame

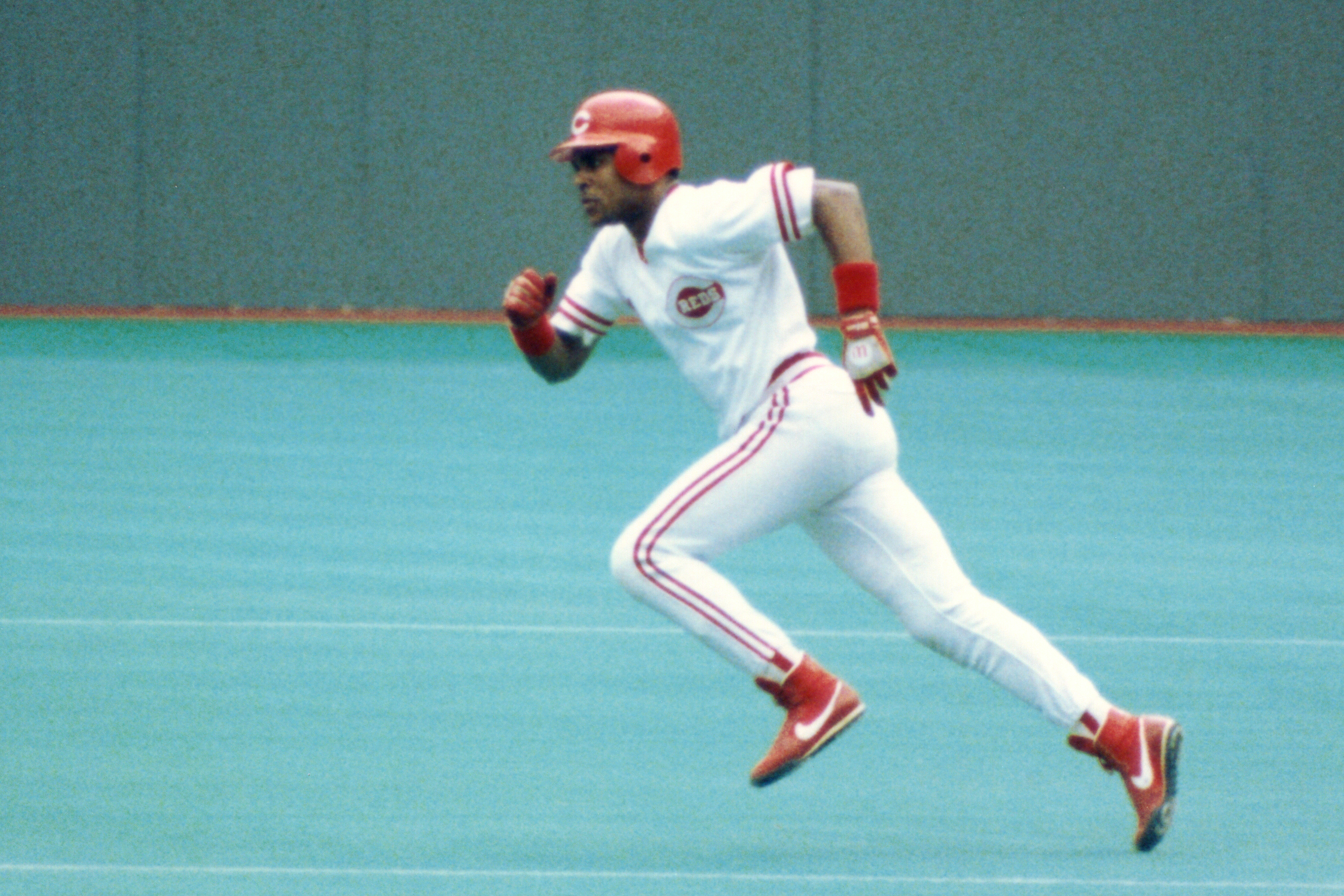
L'Hall of Famer Barry Larkin vinse le ultime World Series dei Reds e il titolo di MVP della stagione 1995

| Hall of Famer dei Cincinnati Reds |      |                   |      |
| Giocatore                         | Anno | Giocatore         | Anno |
| Sparky Anderson                   | 2000 | Ernie Lombardi    | 1986 |
| Jake Beckley                      | 1971 | Rube Marquard     | 1971 |
| Johnny Bench                      | 1989 | Christy Mathewson | 1936 |
| Jim Bottomley                     | 1974 | Bill McKechnie    | 1962 |
| Mordecai Brown                    | 1949 | Bid McPhee        | 2000 |
| Charles Comiskey                  | 1939 | Joe Morgan        | 1990 |
| Sam Crawford                      | 1957 | Hank O'Day        | 2013 |
| Kiki Cuyler                       | 1968 | Tony Pérez        | 2000 |
| Leo Durocher                      | 1994 | Charles Radbourn  | 1939 |
| Buck Ewing                        | 1939 | Eppa Rixey        | 1963 |
| Clark Griffith                    | 1946 | Frank Robinson    | 1982 |
| Chick Hafey                       | 1971 | Edd Roush         | 1962 |
| Jesse Haines                      | 1970 | Amos Rusie        | 1977 |
| Ned Hanlon                        | 1996 | Tom Seaver        | 1992 |
| Harry Heilmann                    | 1952 | Al Simmons        | 1953 |
| Rogers Hornsby                    | 1942 | Joe Tinker        | 1946 |
| Miller Huggins                    | 1964 | Dazzy Vance       | 1955 |
| Joe Kelley                        | 1971 | Lloyd Waner       | 1967 |
| George Kelly                      | 1973 | Bobby Wallace     | 1953 |
| Barry Larkin                      | 2012 |                   |      |

Nota
I giocatori in grassetto sono riprodotti nella Hall of Fame con l'uniforme dei Reds.

### Numeri ritirati
| Fred Hutchinson M Ritirato il 19 ottobre 1964 | Johnny Bench C Ritirato l'11 agosto 1984 | Joe Morgan 2B Ritirato il 6 giugno 1998 | Sparky Anderson M Ritirato il 28 maggio 2005 | Barry Larkin SS Ritirato il 25 agosto 2012 | Dave Concepción SS Ritirato il 5 agosto 2007 | Pete Rose OF, IF, Mgr Ritirato il 26 giugno 2016 | Ted Kluszewski 1B Ritirato il 18 luglio 1998 | Frank Robinson OF Ritirato il 22 maggio 1998 | Tony Pérez 1B, M Ritirato il 27 maggio 2000 | Jackie Robinson – Ritirato per tutta la MLB nel 1997 |

Nota
- I Reds non hanno mai ritirato il numero 14 di Pete Rose, ma dopo di lui soltanto il figlio ha indossato quella maglia.

## Affiliate nella Minor League
| Livello | Team                 | League                  | Città                             |
| ------- | -------------------- | ----------------------- | --------------------------------- |
| AAA     | Louisville Bats      | Triple-A East           | Louisville, Kentucky              |
| AA      | Chattanooga Lookouts | Double-A South          | Chattanooga, Tennessee            |
| A+      | Dayton Dragons       | High-A Central          | Dayton, Ohio                      |
| A-      | Daytona Tortugas     | Low-A Southeast         | Daytona Beach, Florida            |
| Rookie  | ACL Reds             | Arizona Complex League  | Goodyear, Arizona                 |
| Rookie  | DSL Reds             | Dominican Summer League | Boca Chica, Repubblica Dominicana |